# Funa Nakayama
Funa Nakayama (japonês: 中山 楓奈, Hepburn: Nakayama Funa, Toyama, 17 de junho de 2005) é uma skatista japonesa. Ela participa do Dew Tour.

## Carreira
Nakayama competiu no Japan Skateboarding Championships 2018 no Murasaki Park Tokyo em 13 de maio de 2018 em Tóquio, Japão. Nakayama competiu nas finais no Street League Skateboarding Tour - Londres em 2019. Ela terminou em 6º lugar. Ela teve resultados semelhantes três semanas depois em Long Beach, Califórnia. Ela entrou nesse concurso fora de um segundo lugar nas eliminatórias de rua. Em junho de 2019, ela ocupava a oitava posição no ranking mundial.
Nakayama ganhou a medalha de bronze na competição feminina de skate de rua nos Jogos Olímpicos de Verão de 2020, realizados em Tóquio, no Japão.
Em 28 de agosto de 2021, Funa foi ultrapassada por Rayssa Leal na última rodada da etapa de abertura da temporada 2021 da SLS, que aconteceu em Salt Lake City, em Utah, nos Estados Unidos, ficando com o segundo lugar, com a nota de 20,7.